# Cucumis zeyheri
Cucumis zeyheri là một loài thực vật có hoa trong họ Cucurbitaceae. Loài này được Sond. mô tả khoa học đầu tiên năm 1862.